# Anopheles hilli
Anopheles hilli är en tvåvingeart som beskrevs av Woodhill och Lee 1944. Anopheles hilli ingår i släktet Anopheles och familjen stickmyggor. Inga underarter finns listade i Catalogue of Life.